# Marcos Chuva
Marcos Chuva (né le 8 août 1989) est un athlète portugais spécialiste du saut en longueur. Son club est le Benfica.

## Carrière
Douzième des Championnats du monde juniors de 2008, le Portugais remporte l'année suivante la médaille d'argent des Jeux de la Lusophonie, et se classe par ailleurs huitième des Championnats d'Europe espoirs de Kaunas.
En 2011, Marcos Chuva monte sur la deuxième marche du podium des Championnats d'Europe espoirs d'Ostrava (7,94 m), derrière le Russe Aleksandr Menkov (8,08 m). Début août à l'occasion du meeting de Viljandi, il porte son record personnel à 8,34 m (+1,8 m/s) et établit à cette occasion un nouveau record du Portugal espoir, échouant à deux centimètres du record national sénior de son compatriote Carlos Calado.

## Palmarès
| Date | Compétition                    | Lieu             | Résultat | Marque |
| ---- | ------------------------------ | ---------------- | -------- | ------ |
| 2008 | Championnats du monde juniors  | Bydgoszcz        | 12e      | 6,73 m |
| 2011 | Championnats d'Europe espoirs  | Ostrava          | 2e       | 7,94 m |
| 2011 | Ligue de diamant               | Ligue de diamant | 4e       | détail |
| 2011 | Championnats du monde          | Daegu            | 10e      | 8,05 m |
| 2012 | Championnats d'Europe          | Helsinki         | 7e       | 7,92 m |
| 2013 | Universiade                    | Kazan            | 3e       | 8,15 m |
| 2017 | Championnats d'Europe en salle | Belgrade         | qual.    | NM     |

## Records
| Épreuve          | Épreuve      | Performance | Lieu     | Date            |
| ---------------- | ------------ | ----------- | -------- | --------------- |
| Saut en longueur | En plein air | 8,34 m      | Viljandi | 9 août 2011     |
| Saut en longueur | En salle     | 8,00 m      | Espinho  | 18 février 2012 |